# Wheeler, New York
Wheeler är en kommun (town) i Steuben County i delstaten New York. Vid 2020 års folkräkning hade Wheeler 1 136 invånare.